# Elacholoma
Elacholoma, maleni biljni rod iz porodice Phrymaceae, dio je tribusa Mimuleae. Sastoji se od dvije vrste obje endemi u Australiji, ali i barem još jednu neopisanu vrstu..

## Opis
Jednogodišnje zeljaste biljke, naizgled bez žlijezda. Listovi nasuprotni, jednostavni, sjedeći, spojeni grebenom poprijeko u čvorovima. Cvatovi klasoliki grozdovi, cvjetovi pojedinačni u pazušcima lisnatih brakteja; brakteole odsutne. Čaška cjevasta, 5-uglasta, 5-zubasta. Cijev vjenčića uska, pri dnu simetrična, ni nabrekla ni ostrugasta, bez nepca; režnja 5, Prašnici 2; prašnici spojeni, 1-lokularni; staminodi odsutni. Stigma izbija iz vjenčića, s 2  jednaka režnja.

## Rasprostranjenost
Svijet: Australski endemi

## Vrste
1. Elacholoma hornii F.Muell. & Tate
2. Elacholoma prostrata (Benth.) W.R.Barker & Beardsley